# N6-Méthyllysine
La N6-méthyllysine est un dérivé méthylé de la lysine, un acide aminé protéinogène. On la trouve par exemple dans les histones, où elle résulte d'une modification post-traductionnelle sous l'effet d'une histone méthyltransférase, l'histone-lysine N-méthyltransférase (EC 2.1.1.43).
1. ↑  Masse molaire calculée d’après « Atomic weights of the elements 2007 », sur www.chem.qmul.ac.uk.